# 相原渚
相原 渚（あいはら なぎさ、1987年9月14日 - ）は、東京都出身の日本のバスケットボール選手である。ポジションはセンターフォワード。

## 人物
実践学園高校から、専修大学を経て、2010年、東京海上日動ビッグブルーに入社。
2014年の廃部後、文京学院大学女子中高のコーチに就任しつつクラブチームで現役を続ける。
2018年5月、3x3のTOKYO DIMEに加入

## 経歴
- 弥生第二小 - 西新井中 - 実践学園高 - 専修大 - 東京海上日動ビッグブルー（2010年〜2014年） - AFBB（2014年〜）